# Trichocomaceae
Trichocomaceae E. Fisch – rodzina grzybów z rzędu kropidlakowców (Eurotiales).

## Systematyka
Pozycja w klasyfikacji według Index Fungorum: Trichocomaceae, Eurotiales, Eurotiomycetidae, Eurotiomycetes, Pezizomycotina, Ascomycota, Fungi.
Takson utworzył w 1897 r. Eduard Fischer. Jego typem nomenklatorycznym jest rodzaj Trichocoma Jungh. Według aktualizowanej klasyfikacji Index Fungorum bazującej na Dictionary of the Fungi do rodziny tej należą rodzaje:
- Acidotalaromyces Houbraken, Frisvad & Samson 2020
- Ascospirella Houbraken, Frisvad & Samson 2020
- Evansstolkia Houbraken, Frisvad & Samson 2020
- Trichocoma Jungh. 1838[2].